# 石山百年美
石山 百年美（いしやま もとみ、3月14日 - ）は、日本の女性声優。ワイワイワイ所属。兵庫県出身。血液型はO型。身長147.8cm、体重45kg。

## 出演作品

### CMナレーション
- アース「アリの巣コロリ」
- 九州ゆめタウン
- ファニチャードーム
- 西沢学園
- オカモトスーパーソックス
- マイカル桑名
- STNet
- JEB
- マツモトキヨシ
- ラ・セレナ
- 生和建設
- イングランドの丘
- 毎日新聞
- みやこ屋

　他多数

### 番組ナレーション
- 2時ドキッ!（関西テレビ）
- ワンニャン通信（SkyパーフェクTV）
- お天気Q（テレビ大阪）

　他多数

### ラジオドラマ
- 日曜劇場 SUNDAY SMITHS（FM COCOLO）（徹平）
- 雪を知らないクリスマス（FM PORT）

### アテレコ
- オー!マイキー（テレビ東京）（エミリー 他）

### VPナレーション・その他
- 任天堂
- 畿央大学
- 関西電力
- ひょうご環境美術館
- シャープ
- 枚方市ゴミ処理場
- 参天製薬
- JRA
- ワコール
- 阿波銀行
- リバーガーデン城東
- ベネッセ
- タカキベーカリー
- びわ湖博物館
- 七田チャイルドアカデミー
- オフテクス
- フェニックス事業
- 二川宿資料館
- ECC
- 呉市海事歴史科学館
- ふるさと草津の環境

　他多数